# سیمون چنینگ ویلیامز
سیمون چنینگ ویلیامز (انگلیسی: Simon Channing Williams؛ ۱۰ ژوئن ۱۹۴۵ – ۱۱ آوریل ۲۰۰۹) یک تهیه‌کننده اهل بریتانیا بود.

## فیلم‌شناسی
- دختران کار
- زندگی شیرین است
- وارونه
- همه یا هیچ
- باغبان وفادار
- بی غم
- نیکلاس نیکلبی
- آرزوهای دوردست